# Merry-go-round (CHEMISTRYの曲)
「merry-go-round」（メリーゴーラウンド）は、CHEMISTRYの32枚目のシングル。2011年3月2日発売。

## 解説
前作から僅か2週間後のリリース。2011年4月30日までの期間限定生産。ベスト・アルバムの『CHEMISTRY 2001-2011』と同時発売。表題曲は同ベスト・アルバムにも収録。
表題曲は、2011年3月5日公開（配信/劇場）のアニメ『機動戦士ガンダムUC』episode 3「ラプラスの亡霊」主題歌。楽曲がイントロから約3分30秒フルコーラスで流れる中、台詞も効果音もなく本編映像が続き、エンド・ロールが重なるという特殊なエンディングになっている。カップリング曲は同曲のシネマヴァ―ジョン。
ジャケットは同作に登場するモビルスーツ「クシャトリヤ」がプリントされている。CHEMISTRYの写真は使用されていない。
公式ページのキャッチコピーは、『映画「機動戦士 ガンダムUC episode 3　ラプラスの亡霊」主題歌に決定!!』
CHEMISTRYが『ガンダム』シリーズ主題歌の担当、2005年『機動戦士ガンダムSEED DESTINY』オープニング曲として使用された「Wings of Words」以来約6年ぶりで2度目。歌詞は、2人が原作小説を読んだ上で書き下ろした。
テレビ放送用再編集版『機動戦士ガンダムUC RE:0096』でも、第9話の特殊エンディングとして、差し替え無しでそのまま使用された。

## 収録曲
作詞：堂珍嘉邦・川畑要／作曲・編曲：UTA
1. merry-go-round
2. merry-go-round cinema ver.
3. merry-go-round instrumental

## 購入者特典
1. 描き下ろし『機動戦士ガンダムUC』スペシャルパッケージ三方背BOX
2. クシャトリヤなど『機動戦士ガンダムUC』モビルスーツ解説・イラスト別冊ブックレット
3. 描き下ろしジャケット絵柄スペシャルステッカー封入

## 参加ミュージシャン
- 上條頌：Guitar
- UTA：All Programming, Other Instruments